# Claudio Monteverdi
Claudio Giovanni Antonio Monteverdi (Cremona, Llombardia, 15 de maig de 1567- 29 de novembre de 1643) va ser un compositor, cantor, gambista i mestre de capella italià.
L'obra de Monteverdi assenyala el pas de la música del Renaixement a la música barroca. Al llarg de la seva vida va produir obres que poden ser classificades en alguna de les dues categories i va ser un dels principals innovadors que van portar al canvi d'estil. La seva primera obra (òpera) teatral realitzable fou L'Orfeo, i va tenir la sort de gaudir de l'èxit mentre encara era viu.
Nascut a Cremona, on va realitzar els primers estudis musicals i composicions, Monteverdi va desenvolupar la seva carrera primer a la cort de Màntua (c. 1590–1613) i després fins a la seva mort a la República de Venècia, on va ser maestro di cappella a la basílica de Sant Marc. Les seves cartes supervivents donen una visió de la vida d'un músic professional a Itàlia de l'època, incloent-hi problemes d'ingressos, mecenatge i política.
Gran part de la producció de Monteverdi, incloses moltes obres escèniques, s'ha perdut. La seva música supervivent inclou nou llibres de madrigals, obres religioses a gran escala, com la seva Vespro della Beata Vergine (Vespres per a la Santíssima Verge) de 1610, i tres òperes completes. La seva òpera L'Orfeo (1607) és la més antiga del gènere que encara es representa àmpliament; cap al final de la seva vida va escriure obres per a Venècia, com Il ritorno d'Ulisse in patria i L'incoronazione di Poppea.
Tot i que va treballar àmpliament en la tradició de la polifonia del primer Renaixement, com es pot veure en els seus madrigals, va realitzar grans desenvolupaments en la forma i la melodia, i va començar a utilitzar la tècnica del basso continuo, característica del Barroc. No aliè a la polèmica, va defensar les seves de vegades noves tècniques com a elements d'una seconda pratica, en contrast amb l'estil anterior més ortodox que va anomenar prima pratica. Molt oblidat durant el segle XVIII i bona part del XIX, les seves obres van gaudir d'un redescobriment cap a principis del segle xx. Actualment, s'ha consolidat com una influència significativa en la història musical europea i les seves obres es representen i enregistren regularment.

## Biografia

### Cremona: 1567–1591
Monteverdi va ser batejat a l'església de SS Nazaro e Celso, Cremona, el 15 de maig de 1567. El seu nom al registre apareix com "Claudio Zuan Antonio", fill de "Messer Baldasar Mondeverdo". Va ser el primer fill de l'apotecari Baldassare Monteverdi i de la seva primera esposa Maddalena (nascuda Zignani); s'havien casat a principis de l'any anterior. El germà de Claudio , Giulio Cesare Monteverdi (n. 1573) també seria músic; hi havia dos germans i dues germanes més del matrimoni de Baldassare amb Maddalena i el seu posterior matrimoni el 1576 o 1577. Cremona es trobava a prop de la frontera de la República de Venècia, i no gaire lluny de les terres controlades pel Ducat de Màntua, en ambdós estats Monteverdi establiria més tard la seva carrera.

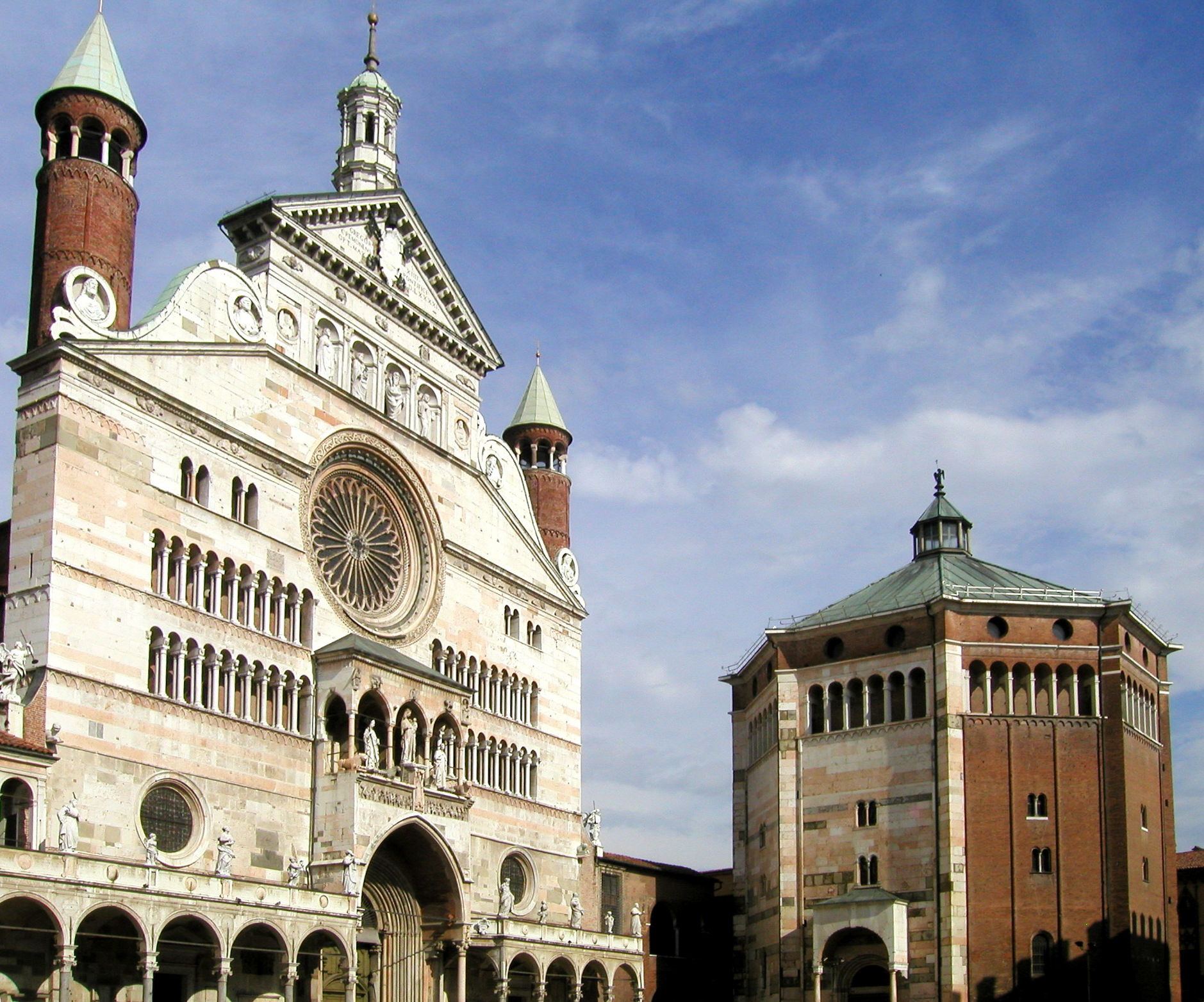
Catedral de Cremona, on el mestre Ingegneri de Monteverdi va ser mestre di capella

No hi ha un registre clar de la formació musical primerenca de Monteverdi, ni evidència que (com es diu a vegades) fos membre del cor de la Catedral o estudiés a la Universitat de Cremona. La primera obra publicada de Monteverdi, un conjunt de motets, Sacrae cantiunculae (Cants sagrats) per a tres veus, va ser emès a Venècia el 1582, quan només tenia quinze anys. En aquesta, i en les seves altres publicacions inicials, es descriu a si mateix com l'alumne de Marc'Antonio Ingegneri, que va ser des de 1581 (i possiblement des de 1576) fins a 1592 el maestro di cappella a la catedral de Cremona. El musicòleg Tim Carter dedueix que Ingegneri "li va donar una sòlida base en contrapunt i composició", i que Monteverdi també hauria estudiat tocant instruments de la família de la viola i el cant.
Les primeres publicacions de Monteverdi també donen prova de les seves connexions més enllà de Cremona, fins i tot en els seus primers anys. La seva segona obra publicada, Madrigali spirituali (Madrigals espirituals, 1583), es va imprimir a Brescia. Les seves obres següents (les seves primeres composicions profanes publicades) van ser conjunts de madrigals de cinc parts, segons el seu biògraf Paolo Fabbri⁣: "el terreny de prova inevitable per a qualsevol compositor de la segona meitat del segle XVI ... el gènere secular per excel·lència". El primer llibre de madrigals (Venècia, 1587) va ser dedicat al comte Marco Verità de Verona⁣; el segon llibre de madrigals (Venècia, 1590) estava dedicat al president del Senat de Milà, Giacomo Ricardi, per a qui havia tocat la viola da braccio el 1587.

### Màntua: 1591–1613

#### Músic de cort

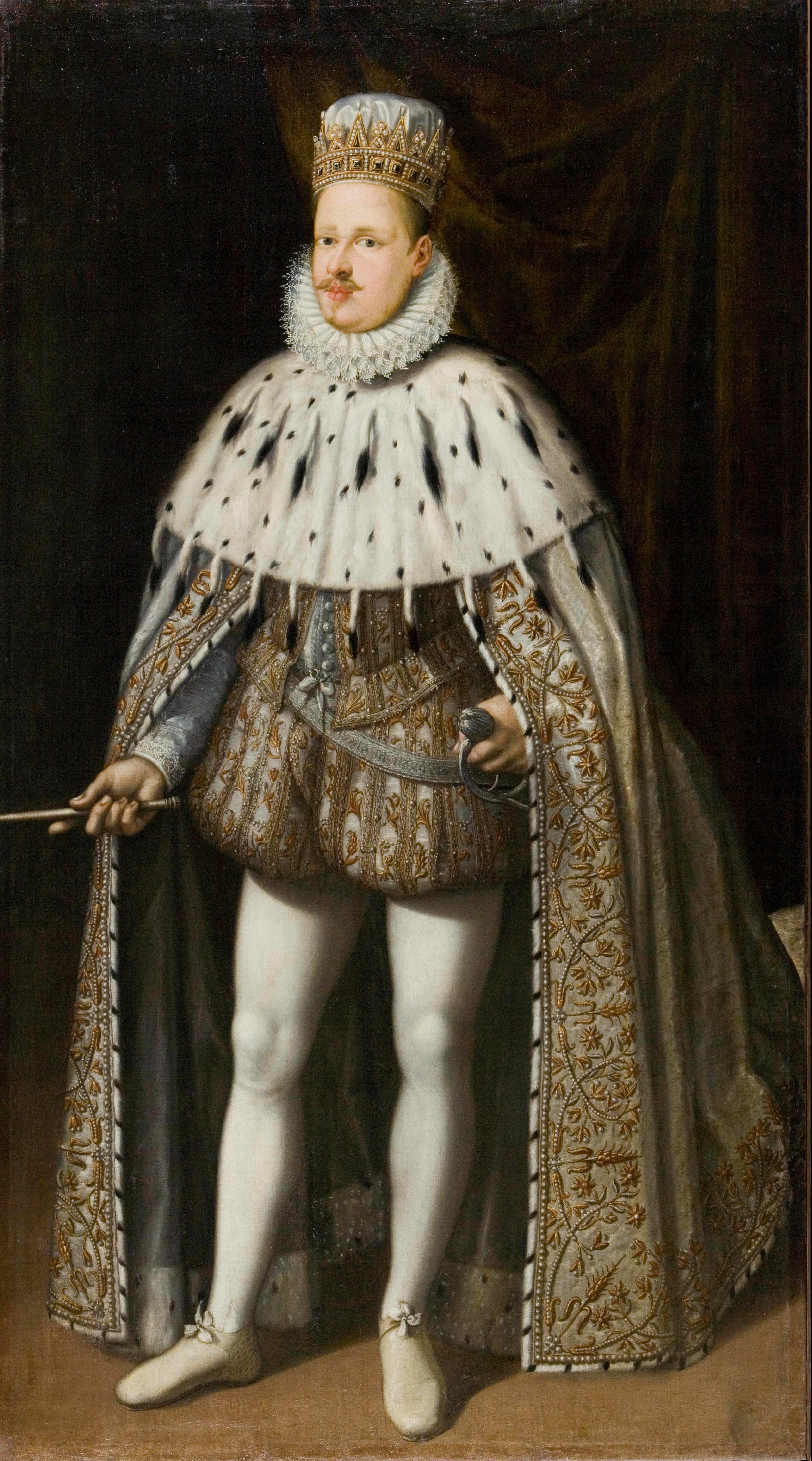
El duc Vincenzo I Gonzaga amb les seves túniques de coronació (1587, de Jeannin Bahuet)

En la dedicatòria del segon llibre de madrigals, Monteverdi s'havia descrit a si mateix com un intèrpret de la vivuola (que podria significar viola da gamba o viola da braccio). El 1590 o 1591 va entrar al servei del duc Vincenzo I Gonzaga de Màntua; recordava en la seva dedicatòria al duc del seu tercer llibre de madrigals (Venècia, 1592) que "el més noble exercici de la vivuola m'obrí el camí afortunat al vostre servei". En la mateixa dedicatòria compara la seva interpretació instrumental amb "flors" i les seves composicions amb "fruites" que a mesura que maduren "us poden servir més dignament i perfectament", indicant les seves intencions d'establir-se com a compositor.
El duc Vincenzo tenia ganes d'establir la seva cort com un centre musical, i va intentar reclutar músics destacats. Quan Monteverdi va arribar a Màntua, el maestro di capella a la cort era el músic flamenc Giaches de Wert. Altres músics notables a la cort durant aquest període van ser el compositor i violinista Salomone Rossi, la germana de Rossi, la cantant Madama Europa i Francesco Rasi. Monteverdi es va casar l'any 1599 amb la cantant de la cort Claudia de Cattaneis. Van tenir dos fills (Francesco, n. 1601 i Massimiliano, n. 1604) i una filla que va morir poc després de néixer el 1603. El germà de Monteverdi, Giulio Cesare, es va unir als músics de la cort el 1602.
Quan Wert va morir el 1596, el seu càrrec va ser donat a Benedetto Pallavicino, però Monteverdi era clarament molt estimat per Vincenzo i el va acompanyar en les seves campanyes militars a Hongria (1595) i també en una visita a Flandes el 1599. Aquí, a la ciutat de Spa, el seu germà Giulio Cesare informa que va trobar i va portar de tornada a Itàlia el canto alla francese. El significat d'aquesta, literalment "cançó a l'estil francès", és discutible, però pot referir-se a la poesia d'influència francesa de Gabriello Chiabrera, part de la qual va ser fixada per Monteverdi en els seus Scherzi musicali, i que s'allunya del tradicional estil italià de versos de 9 o 11 síl·labes. Monteverdi podria haver estat membre del seguici de Vincenzo a Florència l'any 1600 per al matrimoni de Maria de Mèdici i Enric IV de França, celebracions en què es va estrenar l'òpera Eurídice de Jacopo Peri (la primera òpera que es conserva). A la mort de Pallavicino el 1601, Monteverdi va ser confirmat com el nou maestro di capella.

#### Polèmica d'Artusi isegona pràctica

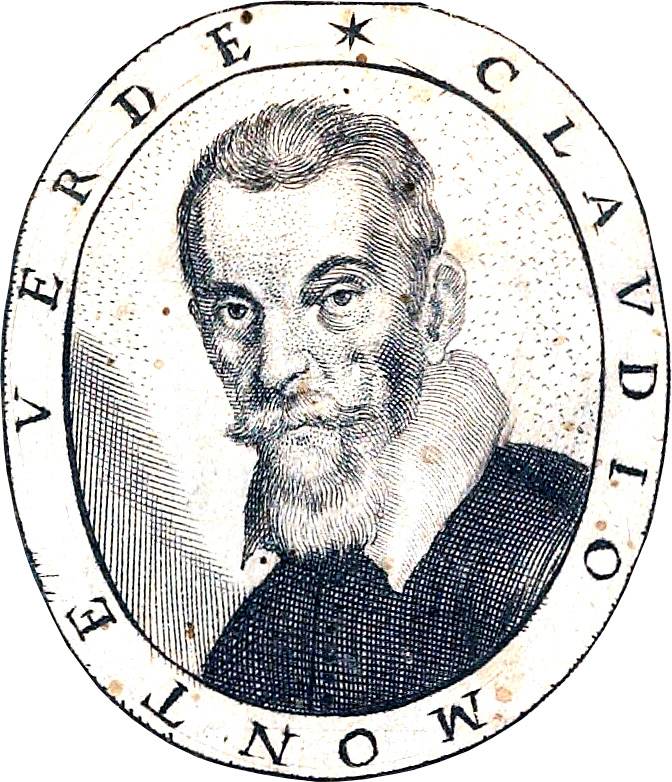
L'únic retrat cert de Claudio Monteverdi, de la portada de Fiori poetici, un llibre de poemes commemoratius de 1644 per al seu funeral

A la transició del segle XVII, Monteverdi es va trobar al centre d'una controvèrsia musical. L'influent teòric bolonyès Giovanni Maria Artusi va atacar la música de Monteverdi (sense nomenar el compositor) a la seva obra L'Artusi, overo Delle imperfettioni della moderna musica (Artusi, o Sobre les imperfeccions de la música moderna) de 1600, seguida d'una seqüela el 1603. Artusi va citar extractes de les obres de Monteverdi encara no publicades (després van formar part dels seus llibres quart i cinquè de madrigals de 1603 i 1605), condemnant el seu ús de l'harmonia i les seves innovacions en l'ús dels modes musicals, en comparació amb la pràctica polifònica ortodoxa del segle XVI. Artusi va intentar correspondre amb Monteverdi sobre aquestes qüestions; el compositor es va negar a respondre, però va trobar un defensor en un partidari anònim, "L'Ottuso Academico" ("L'Acadèmic Obtús"). Finalment, Monteverdi va respondre en el prefaci al llibre cinquè de madrigals que les seves obligacions a la cort li impedien una resposta detallada; però en una nota a "el lector estudiós", va afirmar que publicaria aviat una resposta, Seconda Pratica, overo Perfettione della Moderna Musica (El segon estil o perfecció de la música moderna). Aquesta obra no va aparèixer mai, però una publicació posterior del germà de Claudio, Giulio Cesare, va deixar clar que la seconda pratica que defensava Monteverdi no era vista per ell com un canvi radical o una invenció pròpia, sinó que era una evolució dels estils anteriors (prima pratica) que els va ser complementari.
Aquest debat sembla, en tot cas, haver augmentat el perfil del compositor, donant lloc a reimpressions dels seus primers llibres de madrigals. Alguns dels seus madrigals es van publicar a Copenhaguen els anys 1605 i 1606, i el poeta Tommaso Stigliani (1573–1651) va publicar un elogi d'ell en el seu poema de 1605 "O sirene de' fiumi". El compositor de comèdies madrigales i teòric Adriano Banchieri va escriure el 1609: "No puc oblidar de mencionar el més noble dels compositors, Monteverdi ... les seves qualitats expressives són veritablement dignes del més alt elogi, i trobem en elles innumerables exemples d'una declamació sense igual ... millorada per harmonies comparables." El modern historiador de la música Massimo Ossi ha situat la qüestió d'Artusi en el context del desenvolupament artístic de Monteverdi: "Si la controvèrsia sembla definir la posició històrica de Monteverdi, també sembla tractar-se de desenvolupaments estilístics que, cap a l'any 1600, Monteverdi ja havia superat".
La no aparició del promès tractat explicatiu de Monteverdi pot haver estat una estratègia deliberada, ja que cap a l'any 1608, segons Monteverdi, Artusi s'havia reconciliat completament amb les tendències modernes en la música, i la segona pràctica ja estava ben establerta; Monteverdi no tenia cap necessitat de tornar a abordar la qüestió. D'altra banda, les cartes a Giovanni Battista Doni de 1632 mostren que Monteverdi encara estava preparant una defensa de la seconda practica, en un tractat titulat Melodia; potser encara estava treballant en això en el moment de la seva mort deu anys després.

#### Òpera, conflicte i sortida

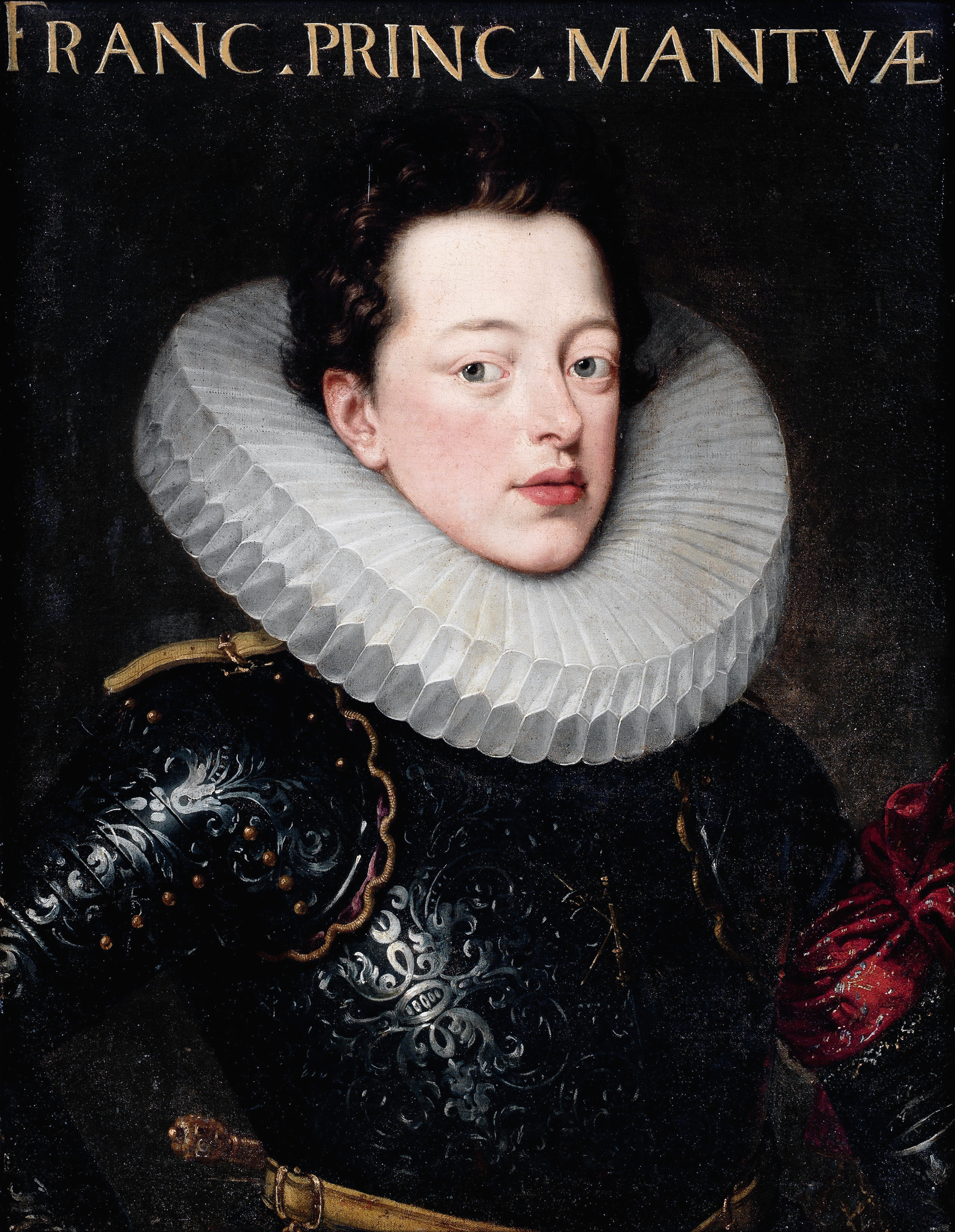
El duc Francesc IV Gonzaga, per l'estudi de Frans Pourbus el Jove

El 1606, l'hereu de Vincenzo, Francesco, va encarregar a Monteverdi l'òpera L'Orfeo, sobre un llibret d'⁣Alessandro Striggio, per a la temporada de Carnaval de 1607. Es va fer dues representacions el febrer i el març de 1607; els cantants incloïen, en el paper principal, Rasi, que havia cantat en la primera representació d'Euridice presenciada per Vincenzo el 1600. Va seguir el 1608 l'òpera L'Arianna (libret d'Ottavio Rinuccini ), destinada a la celebració del matrimoni de Francesco amb Mararidta de Savoia. Tota la música per a aquesta òpera s'ha perdut excepte el Lamento d'Ariadna, que es va tornar extremadament popular. A aquest període també pertany el ballet d'entreteniment Il ballo delle ingrate.
La tensió del treball dur que Monteverdi havia estat dedicant a aquestes i altres composicions es va veure agreujada per tragèdies personals. La seva dona va morir el setembre de 1607 i la jove cantant Caterina Martinelli, destinada al paper principal d'Arianna, va morir de verola el març de 1608. Es va retirar a Cremona el 1608 per convalescència i va escriure una carta amarga al ministre d'Annibale Chieppio, de Vincenzo, al novembre d'aquell any buscant (sense èxit) "un acomiadament honorable". Tot i que el Duc va augmentar el salari i la pensió de Monteverdi, i aquest va tornar per continuar la seva feina a la cort, va començar a buscar patrocini en altres llocs. Després de publicar les seves Vespres l'any 1610, dedicades al papa Pau V, va visitar Roma amb l'esperança de col·locar el seu fill Francesco en un seminari, però aparentment també buscant una feina alternativa. Aquell mateix any, també és possible que visités Venècia, on una gran col·lecció de la seva música religiosa estava sent impresa, amb una intenció similar.
El duc Vincenzo va morir el 18 de febrer de 1612. Quan Francesco el va succeir, les intrigues de la cort i la reducció de costos van portar a l'acomiadament de Monteverdi i del seu germà Giulio Cesare, que tots dos van tornar, gairebé sense diners, a Cremona. Malgrat la mort de Francesco per la verola el desembre de 1612, Monteverdi no va poder recuperar el favor del seu successor, el seu germà, el cardenal Ferdinando Gonzaga. El 1613, després de la mort de Giulio Cesare Martinengo, Monteverdi va fer una audició per al càrrec de maestro a la basílica de Sant Marc de Venècia, per a la qual va presentar música per a una missa. Va ser nomenat l'agost de 1613 i li van donar 50 ducats per a les seves despeses. (que li van ser robats, juntament amb les seves altres pertinences, pels bandits de la carretera a Sanguinetto al seu retorn a Cremona).

### Venècia: 1613–1643

#### Maduresa: 1613–1630
Martinengo havia estat malalt durant un temps abans de la seva mort i havia deixat la música de San Marc en un estat fràgil. El cor havia estat negligit i l'administració descuidada. Quan Monteverdi va arribar per ocupar el seu càrrec, la seva principal responsabilitat era reclutar, formar, disciplinar i gestionar els músics de San Marco (la capella), que eren uns 30 cantants i sis instrumentistes; es podria augmentar el nombre per a esdeveniments importants. Entre els reclutes del cor hi havia Francesco Cavalli, que es va incorporar el 1616 als 14 anys; va romandre connectat amb San Marco durant tota la seva vida i va desenvolupar una estreta relació amb Monteverdi. Monteverdi també va intentar ampliar el repertori, incloent-hi no només el repertori tradicional a capella de compositors romans i flamencs, sinó també exemples de l'estil modern que ell afavoria, com l'ús del continu i altres instruments. A part d'això, òbviament, s'esperava que compongués música per a totes les festes principals de l'església. Això incloïa una nova missa cada any per al dia de la Santa Creu i la vigília de Nadal, cantates en honor al dux venecià i moltes altres obres (moltes de les quals s'han perdut). Monteverdi també era lliure d'obtenir ingressos proporcionant música per a altres esglésies venecianes i per a altres patrons, i sovint se li encarregava de proporcionar música per a banquets d'estat. Els procuradors de San Marco, dels quals Monteverdi era directament responsable, van mostrar la seva satisfacció per la seva feina el 1616 augmentant el seu sou anual de 300 ducats a 400.
La relativa llibertat que li va concedir la República de Venècia, en comparació amb els problemes de la política de la cort a Màntua, es reflecteix en les cartes de Monteverdi a Striggio, en particular la seva carta del 13 de març de 1620, on rebutja una invitació per tornar a Màntua, exaltant la seva posició i finances actuals a Venècia, i fent referència a la pensió que encara li deu Màntua. No obstant això, sent ciutadà mantuà, va acceptar encàrrecs del nou duc Ferran, que havia renunciat formalment al seu càrrec de cardenal el 1616 per assumir els deures d'estat. Aquests inclouen els balli Tirsi e Clori (1616) i Apollo (1620), una òpera Andromeda (1620) i un intermedio, Le nozze di Tetide, per al matrimoni de Ferran amb Caterina de' Medici (1617). La majoria d'aquestes composicions van ser extensament retardades en la seva creació, en part, com es demostra per la correspondència supervivent, per la falta de prioritat del compositor per dur-les a terme, i en part a causa dels canvis constants en els requisits de la cort. Ara s'han perdut, a part de Tirsi e Clori, que fou inclòs en el setè llibre de madrigals (publicat el 1619) i dedicat a la duquessa Caterina, pel qual el compositor va rebre un collaret de perles de la duquessa. Un encàrrec important posterior, l'òpera La finta pazza Licori, sobre un llibret de Giulio Strozzi, es va completar per al successor de Ferran Vincenç II, que va succeir al ducat el 1626. A causa de la malaltia d'aquest darrer (va morir el 1627), no es va fer mai, i ara també està perduda.
Monteverdi també va rebre encàrrecs d'altres estats italians i de les seves comunitats a Venècia. Aquests incloïen, per a la comunitat milanesa el 1620, música per a la festa de Sant Carles Borromeo, i per a la comunitat florentina una missa de Rèquiem per Cosme II de Mèdici (1621). Monteverdi va actuar en nom de Paolo Giordano II, duc de Bracciano, per organitzar la publicació d'obres del músic cremona Francesco Petratti. Entre els mecenes venecians privats de Monteverdi hi havia el noble Girolamo Mocenigo, a casa del qual es va estrenar el 1624 l'espectacle dramàtic Il combattimento di Tancredi e Clorinda basat en un episodi de La Gerusalemme liberata de Torquato Tasso. El 1627 Monteverdi va rebre un important encàrrec d'⁣Odoardo Farnese, duc de Parma, per a una sèrie d'obres, i va obtenir permís dels procuradors per passar-hi temps durant els anys 1627 i 1628.
La direcció musical de Monteverdi va rebre l'atenció de visitants estrangers. El diplomàtic i músic holandès Constantijn Huygens, assistint a un servei de Vespres a l'església de SS. Giovanni e Lucia, va escriure que "va sentir la música més perfecta que mai havia sentit en la seva vida. Va ser dirigida pel més famós Claudio Monteverdi ... que també era el compositor i va ser acompanyat per quatre teorbes, dos cornets, dos fagots, un basso de viola de grans dimensions, orgues i altres instruments...". Monteverdi va escriure una missa i va oferir altres entreteniments musicals per a la visita a Venècia el 1625 del príncep hereu Ladislau de Polònia, que potser va intentar reviure els intents fets uns anys abans per atraure Monteverdi a Varsòvia. També va proporcionar música de cambra a Wolfgang Wilhelm, comte palatí de Neuburg, quan aquest últim feia una visita d'incògnit a Venècia el juliol de 1625.
La correspondència de Monteverdi el 1625 i el 1626 amb el cortesà mantuà Ercole Marigliani revela un interès per l'alquímia, que aparentment Monteverdi havia pres com a una afició. Analitza els experiments per transformar el plom en or, els problemes d'obtenció de mercuri i esmenta l'encàrrec de vaixells especials per als seus experiments des de la cristalleria de Murano.
Tot i la seva situació generalment satisfactòria a Venècia, Monteverdi va experimentar problemes personals de tant en tant. En una ocasió, probablement a causa de la seva àmplia xarxa de contactes, va ser objecte d'una denúncia anònima a les autoritats venecianes que l'acusava de donar suport als Habsburg. També va patir angoixes pels seus fills. El seu fill Francesco, mentre era estudiant de dret a Pàdua el 1619, en opinió de Monteverdi passava massa temps amb la música i, per tant, el va traslladar a la Universitat de Bolonya. Aquest canvi no va tenir el resultat desitjat, i sembla que Monteverdi es va resignar al fet que Francesco tingués una carrera musical: es va incorporar al cor de San Marco el 1623. El seu altre fill Massimiliano, llicenciat en medicina, va ser detingut per la Inquisició a Màntua el 1627 per llegir literatura prohibida. Monteverdi es va veure obligat a vendre el collaret que havia rebut de la duquessa Caterina per pagar la defensa (finalment reeixida) del seu fill. Monteverdi va escriure en aquell moment a Striggio demanant la seva ajuda, i tement que Massimiliano pogués ser objecte de tortura; sembla que la intervenció de Striggio va ser útil. Les preocupacions de diners en aquesta època també van portar Monteverdi a visitar Cremona per assegurar-se una canònica de l'església.

#### Pausa i sacerdoci: 1630–1637
Una sèrie d'esdeveniments inquietants van preocupar el món de Monteverdi al voltant de 1630. Màntua va ser envaïda pels exèrcits dels Habsburg el 1630, que van assetjar la ciutat afectada per la pesta, i després de la seva caiguda al juliol van saquejar els seus tresors i van dispersar la comunitat artística. La pesta va ser portada a Venècia, aliada de Màntua, per una ambaixada dirigida pel confident de Monteverdi, Striggio, i durant un període de 16 mesos va provocar més de 45.000 morts, deixant la població de Venècia el 1633 a una mica més de 100.000, el nivell més baix durant uns 150 anys. Entre les víctimes de la pesta hi havia l'assistent de Monteverdi a San Marco, i un compositor notable per dret propi, Alessandro Grandi. La pesta i les seqüeles de la guerra van tenir un efecte perjudicial inevitable sobre l'economia i la vida artística de Venècia. El germà petit de Monteverdi, Giulio Cesare, també va morir en aquest moment, probablement per la pesta.
En aquest moment Monteverdi ja tenia seixanta anys i sembla que el seu ritme de composició s'havia alentit. Havia escrit una música per a l'obra de Strozzi Proserpina rapita ( El rapte de Proserpina ) de Strozzi, ara perduda, excepte un trio vocal, per a un casament de Mocenigo el 1630, i va produir una missa per alliberar-se de la pesta per Sant Marc que es va representar el novembre de 1631. El seu conjunt de Scherzi musicali es va publicar a Venècia el 1632. El 1631, Monteverdi va ser admès a la tonsura, i va ser ordenat diaca, i més tard sacerdot, el 1632. Encara que aquestes cerimònies van tenir lloc a Venècia, va ser nomenat membre de la diòcesi de Cremona⁣; això pot implicar que tenia la intenció de retirar-s'hi.

#### Floració tardana: 1637–1643
L'obertura de l'Òpera de San Cassiano l'any 1637, el primer teatre d'òpera públic d'Europa, va estimular la vida musical de la ciutat i va coincidir amb un nou esclat de l'activitat del compositor. L'any 1638 es va publicar el vuitè llibre de madrigals de Monteverdi i una revisió del Ballo delle ingrate. El vuitè llibre conté un ballo, Volgendi il ciel, que podria haver estat compost per a l'emperador del Sacre Germànic, Ferran III, a qui el llibre està dedicat. Els anys 1640–1641 van veure la publicació de l'extensa col·lecció de música d'església, Selva morale e spirituale. Entre altres encàrrecs, Monteverdi va escriure música el 1637 i el 1638 per a l'"Accademia degli Unisoni" de Strozzi a Venècia, i el 1641 un ballet, La vittoria d'Amore, per a la cort de Piacenza.
Monteverdi encara no estava del tot lliure de les seves responsabilitats amb els músics de San Marco. Va escriure per queixar-se d'un dels seus cantants als Procuradors, el 9 de juny de 1637: "Jo, Claudio Monteverdi ... vinc humilment ... a exposar-vos com Domenicato Aldegati ... un baix, ahir al matí ... en el moment de màxima afluència de gent ... va pronunciar exactament aquestes paraules ... "El director de música ve d'una colla de malparits assassins, un cabró, un lladre, i em cago en ell i en qui el protegeix...".
La contribució de Monteverdi a l'òpera en aquest període és notable. Va revisar la seva òpera anterior L'Arianna el 1640 i va escriure tres noves obres per a l'escenari comercial, Il ritorno d'Ulisse in patria (El retorn d'⁣Ulisses a la seva terra natal, 1640, interpretada per primera vegada a Bolonya amb cantants venecians), Le nozze d'Enea e Lavinia (Les noces d'Eneas i Lavinia, 1641, música ara perduda) i L'incoronazione di Poppea (La coronació de Poppea, 1643). La introducció al llibret imprès de Le nozze d'Enea, per un autor desconegut, reconeix que Monteverdi és mereixedor del crèdit per la renaixença de la música teatral i que "serà enyorat en èpoques posteriors, ja que les seves composicions segurament sobreviuran als estralls del temps."
En la seva darrera carta supervivent (20 d'agost de 1643), Monteverdi, ja malalt, encara esperava la liquidació de la llarga disputa de la pensió de Màntua, i va demanar al dux de Venècia que intervingués en el seu nom. Va morir a Venècia el 29 de novembre de 1643, després de fer una breu visita a Cremona, i és enterrat a l'església de Santa Maria Gloriosa dei Frari. Li van sobreviure els seus fills; Masimilliano va morir el 1661, Francesco després del 1677.

## Obra

### Obra sacra
- Litanie della B.V. 1650
- Sacrae cantiunculae 3 v., 1582
- Madrigali spirituali 4 v., Brescia 1583
- Sanctissimae Virginis missa 6 v.. .. ac vesperae pluribus decantandae cum nonnullis sacris concentibus..., 1610
- Selva morale e spirituale 1641
- Messa a 4 v. et salmi a 1-8 v. e parte da cappella & con le litanie della B.V. 1650

### Obra vocal
- Canzonette 3 v., 1584
- 6 llibres de madrigals a cinc veus 1587, 1590, 1592, 1603, 1605 (amb baix continu), 1614 (amb baix continu. .con uno dialogo a 7 v.)
- Concerto, 7. Llibre Madrigals 1-4 e 6 v. 1619
- Madrigali guerrieri et amorosi. ..libro 8° 1-8 v. amb baix continu, 1638
- Madrigali e canzonette libro 9°, 1651
- 2 llibres Scherzi musicali 1607 u. 1632
- Lamento d'Arianna, 1623; amb text llatí sobre «Pianto della Madonna», in: Selva morale...1641

### Obra dramàtica
- L'Orfeo Màntua 1607
- L'Arianna Màntua 1608
- Pròleg per L'idroppica (Guarini) Màntua 1608 (perdut)
- Il ballo delle ingrate, Màntua 1608, a aquesta obra li posà música Adolfo Morpurgo
- Ballet Tirsi e Clori Màntua 1616
- Pròleg per a Maddalena, Màntua 1617
- Intermedi Le nozze di Teti e di Peleo, Màntua 1617 (perdut)
- Andromeda, Màntua 1617 (perdut)
- Lamento d'Apollo, ca. 1620 (perdut)
- Il Combattimento di Tancredi e Clorinda, Venècia 1624, a aquesta obra li posà música Adolfo Morpurgo.
- La finta pazza Licori, Màntua 1627 (perdut)
- Armida 1627 (perdut)
- Pròleg i Intermedi, u.a. Gli amori di Diana e di Endimione, Parma 1628 (perdut)
- Torneo Mercurio et Marte, Parma 1628 (perdut)
- Proserpina rapita, Venècia 1630 (perdut)
- Ballo in onore dell'Imperatore Ferdinando III, Viena 1637
- Il ritorno d'Ulisse in patria, Venècia 1640
- Le nozze d'Enea e Lavinia, Venècia 1641 (perdut)
- Ballet La vittoria d'amore, Piacenza 1641 (perdut)
- L'incoronazione di Poppea, Venècia 1642 (n'hi ha dues versions)

 Cruda Amarilli (?·pàg.)
 Non Si Levav'ancor (?·pàg.)
 Lamento della Ninfa dels Madrigali Guerrieri et Amorosi (?·pàg.)

### Citacions
1. ↑  «Claudio Monteverdi | enciclopèdia.cat». [Consulta: 3 maig 2020].
2. 1 2  Fabbri (2007), p. 6
3. 1 2 3  Carter and Chew (n.d.), §1 "Cremona"
4. ↑  Carter (2002), p. 1
5. 1 2  Whenham (2007) "Chronology", p. xv.
6. 1 2 3 4 5  Arnold (1980a), p. 515
7. ↑  Fabbri (2007), p. 15
8. ↑  Bates (2002), p. 53
9. ↑  Holman (n.d.)
10. ↑  Holman (1993), p. 577
11. ↑  Fabbri (1994), pp. 27–28
12. ↑  Stevens (1995), p. 20
13. 1 2  Arnold (1980b), pp. 534–535
14. 1 2 3 4 5 6 7  Carter and Chew (n.d.), §2 "Mantua"
15. ↑  Vartolo, Sergio (n.d.), "About this recording" Arxivat 9 August 2017[Date mismatch] a Wayback Machine., liner notes, Monteverdi: Scherzi Musicali a Tre Voci, Naxos Records, Catalogue number 8.553317
16. ↑  Pamela Askew, "Fetti's 'Portrait of an Actor' Reconsidered", The Burlington Magazine, vol.
17. ↑  Bowers (2007), p. 59
18. ↑  Bowers (2007), p. 63
19. ↑  Bowers (2007), p. 66
20. ↑  Stevens (1995), p. 214
21. ↑  Ossi (2007), p. 100
22. ↑  Chrissochoidis, Ilias British Postgraduate Musicology, 6, 27-03-2015 [Consulta: 9 juliol 2017].
23. ↑  Stevens (1995), pp. 420–422
24. ↑  Malipiero (1932), p. 383
25. ↑  Whenham (2007) "Chronology", p. xvii
26. ↑  Pryer (2007), p. 12
27. ↑  Stevens (1995), pp. 46–54
28. 1 2 3 4 5  Arnold (1980a), p. 516
29. 1 2  Stevens (1995), pp. 83–85
30. 1 2  Fabbri (2007), pp. 128–129
31. ↑  Walker and Alm (n.d.)
32. ↑  Fabbri (2007), pp. 134–135
33. 1 2 3 4 5 6  Carter and Chew (n.d.), §3 "Venice"
34. ↑  Stevens (1995), pp. 188–194
35. ↑  Stevens (1995), pp. 106–150
36. ↑  Les cartes de Monteverdi proporcionen un compte detallat de les diverses procrastinacions i retards.[35]
37. ↑  Arnold (1980a), p. 531
38. ↑  See Stevens (1995), pp. 370–373.
39. ↑  Stevens (1995), pp. 151–153
40. ↑  Carter (2007) "Musical sources", p. 29
41. ↑  Wistreich (2007), p. 261
42. ↑  Stevens (1995), p. 345
43. ↑  Stevens (1995), pp. 289–301
44. ↑  Stevens (1995), p. 402
45. ↑  Norwich (1983), pp. 537–540
46. 1 2  Whenham (2007) "Chronology", p. xx
47. 1 2 3  Arnold (1980c), p. 617.
48. ↑  Wenham (2007) "Chronology", p. xxi.
49. ↑  Arnold (1980a), p. 530
50. ↑  Stevens, (1995) pp. 431–432
51. ↑  Stevens (1995), p. 432, note k
52. ↑  Arnold (1980a), p. 517.
53. ↑  Stevens (1995), p. 434
54. ↑  Stevens (1995), pp. 435–436

### Fons
- Abbate, Carolyn; Parker, Roger. A History of Opera: The Last 400 Years.  London: Allen Lane, 2012. ISBN 978-0-713-99633-3.
- Arnold, Denis. «The New Grove Dictionary of Music and Musicians». A: Stanley Sadie. . 12.  London: Macmillan Publishers, 1980. ISBN 978-0-333-23111-1.
- Arnold, Denis. «The New Grove Dictionary of Music and Musicians». A: Stanley Sadie. . 12.  London: Macmillan Publishers, 1980. ISBN 978-0-333-23111-1.
- Arnold, Denis. «The New Grove Dictionary of Music and Musicians». A: Stanley Sadie. . 18.  London: Macmillan Publishers, 1980. ISBN 978-0-333-23111-1.
- Arnold, Denis «The Second Venetian Visit of Heinrich Schütz». The Musical Quarterly, vol. 71, 3, 1985, pàg. 359–74. DOI: 10.1093/mq/lxxi.3.359. JSTOR: 948160. De subscripció o mur de pagament
- The Monteverdi Companion.  London: Faber and Faber, 1968.
- Bates, James. «Monteverdi the Viola Bastarda Player». A: The Italian viola da gamba : proceedings of the International Symposium on the Italian Viola da Gamba, Magnano, Italy, 29 April – 1 May 2000.  Solignac: Ed. Ensemble Baroque de Limoges, 2000. ISBN 978-2-950-93425-3.
- Beat, Janet E. «Monteverdi and the Opera Orchestra of his Time». A: Arnold, Denis. The Monteverdi Companion.  London: Faber and Faber, 1968.
- Bowers, Roger. «Monteverdi in Mantua, 1590–1612». A: The Cambridge Companion to Monteverdi.  Cambridge, UK: Cambridge University Press, 2007. ISBN 978-0-521-69798-9.
- Carter, Tim «Possente spirto: on taming the power of music». Early Music, vol. 21, 4, 1993, pàg. 517–24. DOI: 10.1093/earlyj/XXI.4.517. JSTOR: 3128363. De subscripció o mur de pagament
- Carter, Tim. Monteverdi's Musical Theatre.  New Haven, CT and London: Yale University Press, 2002. ISBN 978-0-300-09676-7.
- Carter, Tim. «Musical sources». A: The Cambridge Companion to Monteverdi.  Cambridge, UK: Cambridge University Press, 2007. ISBN 978-0-521-69798-9.
- Carter, Tim. «The Venetian Secular Music». A: The Cambridge Companion to Monteverdi.  Cambridge, UK: Cambridge University Press, 2007. ISBN 978-0-521-69798-9.
- «Monteverdi [Monteverde], Claudio (Giovanni [Zuan] Antonio)». A: Deane Roote. Grove Music Online: (Oxford Music Online).  Oxford University Press, n.d.. De subscripció o mur de pagament
- Chew, Geoffrey. «A model musical education: Monteverdi's early works». A: The Cambridge Companion to Monteverdi.  Cambridge, UK: Cambridge University Press, 2007. ISBN 978-0-521-69798-9.
- Cruice, Valerie. When Do I Clap?: A Slightly Irreverent Guide to Classical Music and Concert Hall Conduct.  Darien, CT: Two Bytes Publishing, 1997. ISBN 978-1-881907-13-8.
- Cusick, Suzanne «'There Was Not One Lady Who Failed to Shed a Tear': Arianna's Lament and the Construction of Modern Womanhood». Early Music, vol. 22, 1, 2-1994, pàg. 21–32, 35–38, 41–43. DOI: 10.1093/earlyj/xxii.1.21. JSTOR: 3128481. De subscripció o mur de pagament
- dell'Antonio, Andrew «Il divino Claudio: Monteverdi and lyric nostalgia in fascist Italy». Cambridge Opera Journal, vol. 8, 3, 1996, pàg. 271–84. DOI: 10.1017/s0954586700004754. JSTOR: 823815. De subscripció o mur de pagament
- Drebes, Gerald «Schütz, Monteverdi und die ´Vollkommenheit der Musik´ – Es steh Gott auf aus den Symphoniae sacrae II (1647)». Schütz-Jahrbuch, vol. 14, 1992, pàg. 25–55. DOI: 10.13141/sjb.v1992774. Arxivat 3 de març 2016 a Wayback Machine.
- Fabbri, Paolo. Monteverdi.  Cambridge, UK: Cambridge University Press, 2007. ISBN 978-0-521-03335-0.
- Fortune, Nigel. «The rediscovery of Orfeo». A: Claudio Monteverdi: Orfeo.  Cambridge, UK: Cambridge University Press, 1986. ISBN 978-0-521-28477-6.
- Fortune, Nigel; John, Whenham. «Modern editions and performance». A: Claudio Monteverdi: Orfeo.  Cambridge, UK: Cambridge University Press, 1986. ISBN 978-0-521-28477-6.
- Grout, Donald Jay. A Short History of Opera.  New York: Columbia University Press, 1971. ISBN 978-0-231-08978-4.
- Grout, Donald Jay; Palisca, Claude V. A History of Western Music. Third.  London: J.M. Dent & Sons, 1981. ISBN 978-0-460-04546-9.
- Harnoncourt, Nikolaus. "Claudio Monteverdi's L'Orfeo: An Introduction" (in notes accompanying TELDEC recording 8.35020 ZA).  Hamburg: Teldec Schallplatten GmbH, 1969.
- Holman, Peter «'Col nobilissimo esercitio della vivuola': Monteverdi's String Writing». Early Music, vol. 21, 4, 1993, pàg. 576–590. DOI: 10.1093/earlyj/xxi.4.577. JSTOR: 3128367. De subscripció o mur de pagament
- «Viola da braccio». A: Deane Roote. Grove Music Online (Oxford Music Online).  Oxford University Press, n.d.. De subscripció o mur de pagament
- Kurtzman, Jeffrey. «The Mantuan Sacred Music». A: The Cambridge Companion to Monteverdi.  Cambridge, UK: Cambridge University Press, 2007. ISBN 978-0-521-69798-9.
- «Renaissance: Definitions and scope». A: Grove Music Online (Oxford Music Online).  Oxford University Press, n.d.. De subscripció o mur de pagament
- Malipiero, G. Francesco «Claudio Monteverdi of Cremona». The Musical Quarterly, vol. 18, 3, 1932, pàg. 383–96. DOI: 10.1093/mq/xviii.3.383. JSTOR: 738882. De subscripció o mur de pagament
- «Viadana [Grossi da Viadana], Lodovico». A: Grove Music Online (Oxford Music Online).  Oxford University Press, n.d.. De subscripció o mur de pagament
- Norwich, John Julius (1983). A History of Venice. Harmondsworth, UK: Penguin Books. ISBN 978-0-14-006623-4
- Ossi, Massimo. «The Mantuan Madrigals and Scherzi musicali». A: The Cambridge Companion to Monteverdi.  Cambridge, UK: Cambridge University Press, 2007. ISBN 978-0-521-69798-9.
- Palisca, Claude V. Baroque Music.  Englewood Cliffs, NJ: Prentice-Hall, 1980. ISBN 978-0-13-055947-0.
- «Baroque: Etymology and early usage». A: Grove Music Online (Oxford Music Online).  Oxford University Press, n.d.. De subscripció o mur de pagament
- Pryer, Anthony. «Approaching Monteverdi: his cultures and ours». A: The Cambridge Companion to Monteverdi.  Cambridge, UK: Cambridge University Press, 2007. ISBN 978-0-521-69798-9.
- Redlich, Hans. Claudio Monteverdi: Life and Works.  London: Oxford University Press, 1952.
- Ringer, Mark. Opera's First Master: The Musical Dramas of Claudio Monteverdi.  Pompton Plains, New Jersey: Amadeus Press, 2006. ISBN 978-1-574-67110-0.
- Rosand, Ellen. Opera in Seventeenth-Century Venice: The Creation of a Genre.  Berkeley, CA: University of California Press, 1991. ISBN 978-0-520-25426-8.
- Rosand, Ellen. «Monteverdi's late operas». A: The Cambridge Companion to Monteverdi.  Cambridge, UK: Cambridge University Press, 2007. ISBN 978-0-521-69798-9.
- Setton, Kenneth M. The Papacy and the Levant 1204–1571. Vol. IV: The Sixteenth Century.  Philadelphia: The American Philosophical Society, 1984. ISBN 978-0-87169-162-0.
- The Letters of Claudio Monteverdi. Revised Edition.  Oxford, UK: Clarendon Press, 1995. ISBN 978-0-19-816414-2.
- Sutcliffe, Tom «When the lights are low». The Musical Times, vol. 136, 1833, 1995, pàg. 610–611. DOI: 10.2307/1003505. JSTOR: 1003505. De subscripció o mur de pagament
- Taruskin, Richard. Music in the Seventeenth and Eighteenth Centuries.  Oxford, UK: Oxford University Press, 14 August 2006. ISBN 978-0-19-538482-6.
- Tomlinson, Gary. Monteverdi and the End of the Renaissance.  Berkeley, CA: University of California Press, 1990. ISBN 978-0-520-06980-0.
- The Oxford Companion to Music by Percy A. Scholes: Tenth edition.  Oxford, UK: Oxford University Press, 1978. ISBN 978-0-19-311306-0.
- «Cavalli [Caletti, Caletto, Bruni, Caletti-Bruni, Caletto Bruni], (Pietro) [Pier] Francesco». A: Grove Music Online (Oxford Music Online).  Oxford University Press, n.d.. De subscripció o mur de pagament
- Whenham, John; Wistreich, Richard. The Cambridge Companion to Monteverdi.  Cambridge, UK: Cambridge University Press, 2007. ISBN 978-0-521-69798-9.
- Whenham, John. «Chronology». A: The Cambridge Companion to Monteverdi.  Cambridge, UK: Cambridge University Press, 2007. ISBN 978-0-521-69798-9.
- Whenham, John. «The Venetian Sacred Music». A: The Cambridge Companion to Monteverdi.  Cambridge: Cambridge University Press, 2007. ISBN 978-0-521-69798-9.
- Whenham, John. «Catalogue and Index». A: The Cambridge Companion to Monteverdi.  Cambridge, UK: Cambridge University Press, 2007. ISBN 978-0-521-69798-9.
- Whenham, John. Claudio Monteverdi: Orfeo.  Cambridge, UK: Cambridge University Press, 1986. ISBN 978-0-521-28477-6.
- Whenham, John. Monteverdi: Vespers 1610.  Cambridge, UK: Cambridge University Press, 1997. ISBN 978-0-521-45377-6.
- Wistreich, Richard. «Monteverdi in performance». A: The Cambridge Companion to Monteverdi.  Cambridge, UK: Cambridge University Press, 2007. ISBN 978-0-521-69798-9.